# West Branch (Michigan)
West Branch – miasto w Stanach Zjednoczonych, w stanie Michigan, siedziba administracyjna hrabstwa Ogemaw.